# Saja Sándor
Saja Sándor (Öcsöd, 1874. január 25. – ?) erdélyi magyar kántortanító, ének- és zenetanár, karnagy.

## Életpályája
Saja Sándor református kántor és Kis Ida fiaként született, 1874. február 2-án keresztelték. A debreceni tanítóképző elvégzése után (1893) a budapesti Zeneakadémián szerzett tanári oklevelet magánnövendékként (1912). 1893-tól Szatmárnémetiben református kántortanító, majd egy évtizeden át a szatmárnémeti Református Főgimnázium ének- és zenetanára, ugyanakkor a helybeli Református Énekkarnak és az Iparos Otthon Dalkörének karnagya, 1929-től a Romániai Magyar Dalosszövetség egyik országos karnagya.
Kis Choralkönyvet adott ki az erdélyi református énekeskönyv új dallamaihoz (Kolozsvár, 1923), dallamokat komponált Makkai Sándor Gyöngyvirág című háromfelvonásos mesejátékához (uo. 1927).